# Ouratea oleosa
Ouratea oleosa är en tvåhjärtbladig växtart som beskrevs av Macbride. Ouratea oleosa ingår i släktet Ouratea och familjen Ochnaceae. Inga underarter finns listade i Catalogue of Life.